# 도쿠가와 무네나오
도쿠가와 무네나오(일본어: 徳川 宗直, 1682년 8월 27일 ~ 1757년 8월 16일)는 에도 시대 중기의 다이묘이다. 이요 사이조 번(伊予西条藩) 제2대 번주, 기슈번 제6대 번주를 지냈다. 기슈 도쿠가와가 초대 당주이자 도쿠가와 이에야스의 아들인 도쿠가와 요리노부의 손자이다.
사이조 번 초대 번주 마쓰다이라 요리즈미(松平頼純)의 5남으로 출생하였다. 모친은 오타씨(太田氏)이다. 아명은 진타로(甚太郞)로, 사이조 번주가 되면서 마쓰다이라 요리요시(松平頼致)로 개명하였다가 기슈 번주가 되면서 도쿠가와 무네나오로 개명하였다.
1711년 부친 요리즈미의 뒤를 이어 사이조 번주가 되었다. 이후 1716년 기슈번주이자 사이조가의 종가인 기슈 도쿠가와가 당주인 도쿠가와 요시무네가 8대 쇼군으로 취임하자, 사촌인 무네나오가 기슈 번의 번주가 되어 기슈 도쿠가와가의 대를 이었다. 사이조 번주에는 대신 무네나오의 동생인 요리타다(頼渡)가 3대 번주로 취임하였다.

## 같이 보기
- 고산케
- 신판 다이묘

| 전임 마쓰다이라 요리즈미 | 제2대 사이조 마쓰다이라가 당주 1711년 ~ 1716년 | 후임 마쓰다이라 요리타다 |

| 전임 도쿠가와 요시무네 | 제6대 기슈 도쿠가와가 당주 1716년 ~ 1757년 | 후임 도쿠가와 무네노부 |

| 전임 마쓰다이라 요리즈미 | 제2대 사이조 번 번주 (사이조 마쓰다이라가) 1711년 ~ 1716년 | 후임 마쓰다이라 요리타다 |

| 전임 도쿠가와 요시무네 | 제6대 기슈번 번주 (기슈 도쿠가와가) 1716년 ~ 1757년 | 후임 도쿠가와 무네노부 |